# Helvelle
Helvella
Genre
Helvella (les helvelles), est un genre de champignons ascomycètes de la famille des Helvellacées.

## Description
Leur nom a été tiré du latin helvella, « petit chou », en référence à l'aspect parfois frisé ou alvéolé, toujours contourné, voire biscornu (au sens propre), de leur chapeau, posé sur un pied lisse mais souvent aussi côtelé ou lacuneux.
Ce genre comprend plus d'une centaine d'espèces, dont les plus communes sont Helvella crispa, l'espèce type, Helvella elastica, Helvella leucomelaena, Helvella lacunosa, Helvella monachella et Helvella acetabulum.
Comme leurs cousines les Morilles, elles ne doivent jamais être consommées crues. Les blanchir 10 minutes neutralise toutefois la toxine.
Il existe plusieurs autres genres voisins d'ascomycètes qui présentent des formes plus ou moins tourmentées comparables, notamment les Gyromitres, les Mitrophores et les Verpes.

## Synonymie
Helvella a pour synonymes :
- Biverpa (Fr.) Boud.
- Boletolichen Jussieu, 1789
- Coelomorum Paulet
- Costapeda Falck, 1923
- Cowlesia J.A.Nieuwland, 1916
- Fuckelina O.Kuntze, 1891
- Globopilea Beauseigneur, 1926
- Tubipeda Falck, 1923

## Ensemble des espèces
Liste des espèces selon GBIF (16 mai 2022) :
- Helvella acetabuloides X.C.Wang & W.Y.Zhuang
- Helvella acetabulum (L.) Quél.
- Helvella adhaerens Peck
- Helvella aestivalis (R.Heim & L.Rémy) Dissing & Raitv.
- Helvella affinis Velen.
- Helvella agaricoides Kreh
- Helvella albella Quél.
- Helvella albipes Fuckel
- Helvella alpicola Skrede, T.A.Carlsen & T.Schumach.
- Helvella alpina Dissing & Sivertsen
- Helvella alpina Skrede, T.A.Carlsen & T.Schumach.
- Helvella amara Leman
- Helvella arctica Nannf.
- Helvella arcto-alpina Harmaja
- Helvella astieri Korf & Donadini
- Helvella aterrima Velen.
- Helvella atra Holmskj.
- Helvella atra J.König
- Helvella bicolor Raddi
- Helvella branzeziana Svrček & J.Moravec
- Helvella brevis (Peck) Harmaja
- Helvella brevissima Peck
- Helvella bulbosa Font Quer
- Helvella calycina Skrede, T.A.Carlsen & T.Schumach.
- Helvella capucina Quél.
- Helvella capucinoides Peck
- Helvella carnosa Skrede, T.A.Carlsen & T.Schumach.
- Helvella chinensis (Velen.) Nannf. & L.Holm
- Helvella cinerella Velen.
- Helvella compressa (Snyder) N.S.Weber
- Helvella confusa Harmaja
- Helvella connivens Dissing & M.Lange
- Helvella constricta Boud.
- Helvella corbierei (Malençon) Van Vooren & Frund
- Helvella corium (O.Weberb.) Massee
- Helvella cornuta Velen.
- Helvella costifera Nannf.
- Helvella crassitunicata N.S.Weber
- Helvella crispa (Scop.) Fr.
- Helvella crispa Scop.
- Helvella crispa Sowerby
- Helvella crispoides Q.Zhao & K.D.Hyde
- Helvella cupuliformis Dissing & Nannf.
- Helvella danica Skrede, T.A.Carlsen & T.Schumach.
- Helvella dovrensis T.Schumach.
- Helvella dryadophila Harmaja
- Helvella dryophila Vellinga & N.H.Nguyen
- Helvella dura Velen.
- Helvella elastica Bull.
- Helvella engleriana Henn.
- Helvella ephippioides S.Imai
- Helvella ephippium Lév.
- Helvella faulknerae Copel.
- Helvella favrei Quél.
- Helvella fibrosa (Wallr.) Korf
- Helvella fistulosa Alb. & Schwein.
- Helvella flavida Velen.
- Helvella floriformis Schaeff.
- Helvella foetida Velen.
- Helvella fuliginosa Pers.
- Helvella fuliginosa Pers. ex Cooke
- Helvella fusca Gillet
- Helvella galeriformis B.Liu & J.Z.Cao
- Helvella glutinosa B.Liu & J.Z.Cao
- Helvella grevillei Boud
- Helvella griseoalba N.S.Weber
- Helvella heganii Copel.
- Helvella helvellula (Durieu & Mont.) Dissing
- Helvella hispida Schaeff.
- Helvella hyperborea Harmaja
- Helvella hypocrateriformis Schaeff.
- Helvella infundibuliformis Sowerby
- Helvella involuta Q.Zhao, Zhu L.Yang & K.D.Hyde
- Helvella javanica Penz. & Sacc.
- Helvella jiaohensis J.Z.Cao, L.Fan & B.Liu
- Helvella jilinensis J.Z.Cao, L.Fan & B.Liu
- Helvella jimsarica W.Y.Zhuang
- Helvella juniperi M.Filippa & Baiano
- Helvella lactea Boud.
- Helvella lacunosa Afzel.
- Helvella latispora Boud.
- Helvella leucomelaena (Pers.) Nannf.
- Helvella leucopus Pers.
- Helvella levis Bergeret
- Helvella ludovicae J.Kickx f.
- Helvella lutescens Anon.
- Helvella macropus (Pers.) P.Karst.
- Helvella maculata N.S.Weber
- Helvella maculatoides Q.Zhao & K.D.Hyde
- Helvella maroccana Har. & Pat.
- Helvella menzeliana (Timm) E.H.L.Krause
- Helvella mesatlantica Malençon
- Helvella minor (Velen.) Rauschert
- Helvella mitraeformis
- Helvella monachella (Scop.) Fr.
- Helvella nannfeldtii Skrede, T.A.Carlsen & T.Schumach.
- Helvella nigra Bergeret
- Helvella oblongispora Harmaja
- Helvella orienticrispa Q.Zhao, Zhu L.Yang & K.D.Hyde
- Helvella pallida Schaeff.
- Helvella pallidula N.S.Weber
- Helvella palustris Peck
- Helvella panormitana Inzenga
- Helvella papuensis Dissing
- Helvella paraphysitorquata I.Arroyo & Calonge
- Helvella pedunculata Harmaja
- Helvella pezizoides Afzel.
- Helvella philonotis Dissing
- Helvella phlebophora Pat. & Doass.
- Helvella pileata Clem.
- Helvella platycephala Benedix
- Helvella platypodia (Boud.) Donadini
- Helvella pocillum Harmaja
- Helvella pseudoalpina S.B.Løken, Skrede & T.Schumach.
- Helvella pseudolacunosa Q.Zhao & K.D.Hyde
- Helvella pseudoreflexa Q.Zhao, Zhu L.Yang & K.D.Hyde
- Helvella pubescens Skrede, T.A.Carlsen & T.Schumach.
- Helvella pulchra Dissing
- Helvella quadrisulca Velen.
- Helvella queletiana Sacc. & Traverso
- Helvella reflexa A.Cumino, 1805
- Helvella rivularis Dissing & Sivertsen
- Helvella robusta S.P.Abbott
- Helvella rossica Velen.
- Helvella rugosa Q.Zhao & K.D.Hyde
- Helvella schaefferi Boud.
- Helvella scrobiculata Velen.
- Helvella scyphoides Skrede, T.A.Carlsen & T.Schumach.
- Helvella semiobruta Donadini & Berthet
- Helvella sichuanensis X.C.Wang & W.Y.Zhuang
- Helvella sinensis B.Liu & J.Z.Cao
- Helvella solida Velen.
- Helvella solitaria P.Karst.
- Helvella spadicea Schaeff.
- Helvella spinosospora Lucchini & Pellandini
- Helvella subfusispora B.Liu & J.Z.Cao
- Helvella subglabra N.S.Weber
- Helvella sublicia Holmsk.
- Helvella taiyuanensis B.Liu, Du & J.Z.Cao
- Helvella terrestris (Velen.) Landvik
- Helvella tianshanensis X.C.Wang & W.Y.Zhuang
- Helvella tinta Q.Zhao & K.D.Hyde
- Helvella ulvinenii Harmaja
- Helvella umbella Donadini
- Helvella umbraculiformis Seaver
- Helvella umbrina Bertaux
- Helvella underwoodii Seaver
- Helvella unicolor (Boud.) Dissing
- Helvella vacini Velen.
- Helvella verruculosa (Berk. & M.A.Curtis) Harmaja
- Helvella vespertina N.H.Nguyen & Vellinga
- Helvella villosa (Schaeff.) Arnauld
- Helvella xinjiangensis J.Z.Cao, L.Fan & B.Liu
- Helvella zhongtiaoensis J.Z.Cao & B.Liu